# Simon Sebag Montefiore

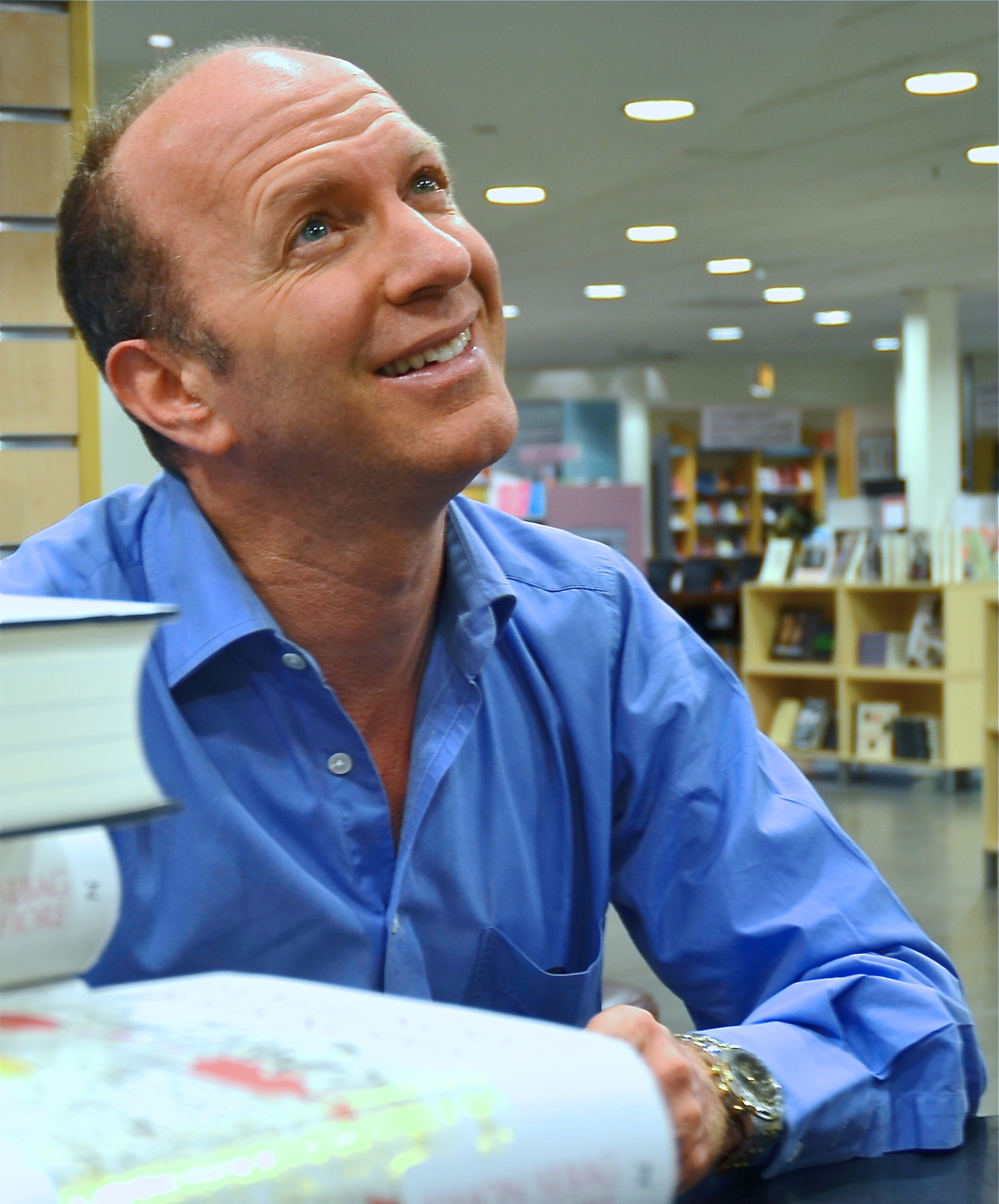
Simon Sebag-Montefiore in 2011.

Simon Jonathan Sebag Montefiore (Londen, 27 juni 1965) is een Brits historicus, journalist en schrijver. Hij heeft meerdere bestsellers op zijn naam staan. Delen van zijn werk zijn in 35 talen vertaald. Zijn specialiteit is de moderne geschiedenis van Rusland.

## Familie
Stephen Eric Sebag-Montefiore, de vader van Simon, was chirurg en stamde af van Sefardische Joden die in de 18e eeuw vanuit Italië naar Engeland waren geëmigreerd en daar fortuin hadden gemaakt; de sheriff van Londen, bankier en filantroop Moses Montefiore was zijn oudoom. Simons moeder Phyllis April Jaffé komt uit een familie van berooide Litouwse joden. Haar ouders waren rond 1900 het antisemitisme in het Russische Rijk ontvlucht. Ze hadden kaartjes gekocht voor een overtocht naar New York, maar werden bedrogen en strandden in Cork in Ierland. Daar ontsnapten ze in 1904 aan de pogroms door naar Engeland te vluchten.
De dubbele achternaam Sebag-Montefiore is ontstaan toen Simons overgrootvader Joseph Sebag, de oudste zoon van Solomon Sebag en Sarah Montefiore, op koninklijk gezag in 1885 de namen van zijn ouders samenvoegde. Sarah was de oudste zuster van Moses Montefiore, die zelf geen kinderen had. Simon Sebag Montefiore, die zijn eigen naam zonder koppelteken schrijft, is getrouwd met de schrijfster Santa Montefiore, geboren Palmer-Tomkinson. Het paar heeft twee kinderen en woont in de Londense wijk Kensington. De auteur Hugh Sebag-Montefiore is zijn broer.

## Werk
Sebag Montefiore studeerde geschiedenis aan het Gonville and Caius College van de Universiteit van Cambridge. Als buitenlandcorrespondent voor verschillende kranten ondernam hij vele reizen naar de Kaukasus, Oekraïne, Centraal-Azië en andere plaatsen in de voormalige Sovjet-Unie. Hij was in Rusland ten tijde van het uiteenvallen van de unie. Hij schrijft onder meer voor The Sunday Times, The Spectator en The New York Times. Sinds 2003 is hij Fellow van de Royal Society of Literature. Hij onderhield vriendschappelijke banden met prins Charles en de voormalige Britse premier David Cameron. Hij heeft hen in december 2006 aan elkaar voorgesteld tijdens een amicaal diner bij hem thuis nadat de prins had aangegeven dat hij de jonge, milieubewuste oppositieleider beter wilde leren kennen.
Zijn uitputtende biografie van Stalin "Stalin: The Court of the Red Tsar" werd door de jury van de British Book Awards uitgeroepen tot History Book of the Year for 2004; het werk is inmiddels in meer dan 24 talen uitgegeven. In 2007 won zijn nadere onderzoek naar de wortels van de dictator "Young Stalin" de Costa Biography Award in het Verenigd Koninkrijk, de LA Times Book Prize for Biography in de VS en na vertaling in het Duits de Oostenrijkse Bruno-Kreisky-Preis für das politische Buch. De Franse vertaling won in 2008 de Grand Prix de la Biographie Politique. Ook zijn boeken over Catharina de Grote en haar rechterhand Grigori Potjomkin, en over de Romanovs, werden goed ontvangen. De waardering van Vladimir Poetin voor deze revisionistische geschiedschrijvingen opende diverse deuren in de archieven van het Kremlin, maar zijn vervolgstudies over de meer recente geschiedenis vielen in minder goede aarde bij de Russische autoriteiten.
In 2011 verscheen zijn boek, Jerusalem. The Biography. Nog in hetzelfde jaar kwam er een Nederlandse vertaling uit.

### Fictie
- My Affair with Stalin (2004)
- Sashenka (2008), vertaald door Mireille Vroege als Sashenka (2009)
- One Night in Winter (2013), vertaald door Richard Kruis als Serafima (2013)
- Red Sky at Noon (2017), vertaald door Merel Leene als De rode dageraad (2018)

### Non-fictie (selectie)
- King's Parade (1991)
- Stalin: The Court of the Red Tsar (2003), vertaald door Aad Zwaard als Stalin. Aan het hof van de rode tsaar (2004)
- Catherine the Great and Potemkin (2004)
- Potemkin: Catherine the Great's Imperial Partner (2005)
- A History of the Caucasus (2005)
- Speeches that Changed the World: The Stories and Transcripts of the Moments that Made History (2007), tevens uitgebracht als audio-cd
- Monsters – History's most evil men and women (2008)
- Young Stalin (2007), vertaald door Hans van Riemsdijk als Stalins jeugdjaren. Van rebel tot rode tsaar (2007)[5]
- 101 World Heroes (2007)
- Jerusalem: the Biography, a fresh history of the Middle East (2011), vertaald door Henk Moerdijk als Jeruzalem, de biografie (2011)
- The Romanovs: 1613-1918 (2016), vertaald door Pieter van der Veen, Gerard van der Wardt en Toon Dohmen als De Romanovs (2016)